# 소에 라보이
소에 라보이 알바라도(스페인어: Zoé Laboy Alvarado, 1964년 9월 17일 ~ )는 미국 푸에르토리코 여성 외교관 겸 정치인이자 대학 교수였다.
푸에르토리코 행정참모위원장 직위에 있는 그녀는 지난날 푸에르토 리코 대학교 법학과에서 학사 학위 취득을 거쳐 동 대학원에서 법학석사 및 박사 학위 취득하였으며 훗날 프린스턴 대학교 법학과 겸임교수를 거쳐 스탠퍼드 대학교 법학과 겸임교수, 푸에르토리코 대학교 법학과 겸임교수 등을 지냈다.